# Club de Fútbol Barcelona 1947-1948

## Rosa
| N. |                      | Ruolo | Calciatore             |
| -- | -------------------- | ----- | ---------------------- |
|    | Spagna (bandiera)    | P     | Juan Zambudio Velasco  |
|    | Spagna (bandiera)    | P     | Antoni Ramallets       |
|    | Spagna (bandiera)    | D     | José Puig Puig         |
|    | Spagna (bandiera)    | D     | Jaume Elías            |
|    | Spagna (bandiera)    | D     | Francesc Calvet        |
|    | Spagna (bandiera)    | D     | Josep Gonzalvo         |
|    | Spagna (bandiera)    | D     | José Seguer            |
|    | Spagna (bandiera)    | C     | Marià Gonzalvo         |
|    | Argentina (bandiera) | C     | Florencio Caffaratti   |
|    | Spagna (bandiera)    | C     | Joan Sans Alsina       |
|    | Spagna (bandiera)    | C     | Josep Canal            |
|    | Spagna (bandiera)    | C     | Francisco Amorós López |

| N. |                    | Ruolo | Calciatore              |
| -- | ------------------ | ----- | ----------------------- |
|    | Spagna (bandiera)  | C     | César Rueda             |
|    | Spagna (bandiera)  | A     | Estanislao Basora       |
|    | Spagna (bandiera)  | A     | César Rodríguez         |
|    | Spagna (bandiera)  | A     | Manuel Badenes          |
|    | Spagna (bandiera)  | A     | Alfonso Navarro Perona  |
|    | Spagna (bandiera)  | A     | José Valle Mas          |
|    | Spagna (bandiera)  | A     | Vicente Colino          |
|    | Spagna (bandiera)  | A     | Periche                 |
|    | Spagna (bandiera)  | A     | Josep Escolà            |
|    | Spagna (bandiera)  | A     | José Bravo Domínguez    |
|    | Brasile (bandiera) | A     | Lucio Baptista Da Silva |
|    | Spagna (bandiera)  | A     | Antonio Noguera         |

### Staff tecnico
- Allenatore:  Enrique Fernández